# Legitimationshandling i Sverige
För personer som är bosatta i Sverige finns ingen skyldighet att inneha legitimationshandling, utländska medborgare är dock skyldiga att ha pass som huvudregel (se 2 kap. 1 § utlänningslagen) - även de som är bosatta här, med undantag för de som har permanent uppehållstillstånd (2 kap. 1§ utlänningsförordningen). Även om man som svensk inte är skyldig att inneha legitimation kan man dock förvägras tjänster, även hos myndigheter. De flesta vuxna personer behöver i praktiken kunna legitimera sig i olika sammanhang, och använder då sitt körkort, identitetskort eller pass. Utländska pass och id-kort gäller i viss mån, i första hand sådana från EU och EES-länderna. Traditionellt kräver bankerna legitimation med svenskt personnummer på, det som ofta benämns ”fullgod legitimationshandling”.

## Historik
Utfärdande av legitimationshandling har i Sverige fram till 2009 aldrig varit en ren myndighetsuppgift, eftersom det inte funnits uttryckliga lagkrav på att ha legitimationshandling. Dåvarande Postverket (då ett statligt verk) och bankerna tog på sig uppgiften att ansvara för legitimationshandlingar, eftersom de hade intresse av att deras kunder hade sådana handlingar. Svenska pass utfärdades enligt internationella regler och de godtogs inte som svensk legitimation, eftersom de inte följde svenska regler. Senare omvandlades Postverket till ett statligt vinstinriktat företag. De fick då möjlighet att följa sina egna regler emedan det inte fanns lagar om legitimationshandlingar, endast direktiv till Postverket som inte gällde mer.
I Sverige fanns det före 2005 inte ett nationellt identitetskort enligt EU:s definition (utfärdat av statlig myndighet och innehållande uppgifter om medborgarskap). Till följd av det fick svenska medborgare medföra pass när de reste i andra EU-länder för legitimering vid bland annat gränskontroller; för andra angelägenheter fordrades i vissa länder dock annan legitimationshandling än pass. När Sveriges inträde i Schengensamarbetet från och med 2001 samt Rörlighetsdirektivets införande förbereddes uppmärksammades frågan, varför ett nationellt identitetskort togs fram som började utfärdas från och med den 1 oktober 2005.
Bankerna och Posten/Svensk Kassaservice valde att höja säkerheten omkring 2005–2007 gällande bevis på identiteten hos den som sökte identitetskort. De krävde giltig svensk legitimationshandling för att utfärda identitetskort, varför många, särskilt invandrare, inte kunde få legitimationshandling. Därför stiftades en lag som ålade Skatteverket att utfärda identitetskort, vilket kom igång i juni 2009. Vissa banker utfärdar sedan dess identitetskort åt befintliga kunder med giltig svensk legitimationshandling och deras barn, andra inte alls.

## Lagbestämmelser
Det finns olika tillfällen då det enligt lag krävs identitetskontroll, till exempel vid körkortsprov, universitetstentamen, i vallokal, hos Arbetsförmedlingen och på bankkontor. Det står inte i lagen hur det ska gå till, utan det överlämnas till respektive organisation. I praktiken krävs fullgod svensk legitimationshandling. Inom skyddsobjekt, till exempel flygplatser, är det i praktiken full rättighet för vakt att kräva legitimationshandling. Det står inte uttryckligen så i Skyddslagen, men vakt har rätt att fråga om identitet och omhänderta den som kan antas uppge falskt namn. Bilförare behöver ha körkort. Polisen kan kräva det i samband med andra kontroller. Ibland, t.ex. efter grövre rån, sätter polisen upp vägspärrar maskerade som nykterhetskontroll.
Ett annat tillfälle då det i många andra länder är lagkrav (med straff) på att man ska ha legitimationshandling, är vid brottsmisstanke. Ett sådant krav är det formellt inte i Sverige, men polisen har ändå krav på att identifiera misstänkta. En person utan legitimationshandling kommer då att frihetsberövas, tills polisen fått tag på en kopia av en legitimationshandling (det underlättar om personen uppgett rätt namn och födelsedatum eller personnummer), men inte bötfällas för den saknade handlingen. Den som behöver betala något men inte kan, men lovar skriftligen att göra det, kan bli skyldig att visa legitimationshandling, och annars bli misstänkt för bedrägeri eller bedrägligt beteende (misstanken gäller då uppgivande av falskt namn), som i båda fallen kan ge frihetsberövande. Exempelvis på restaurang eller om man inte har giltig biljett i kollektivtrafiken. Det är dock endast polis som äger rätt att frihetsberöva baserat på misstanke, men biljettkontrollanter och vakter får kvarhålla i väntan på polis.
En utländsk medborgare behöver normalt pass i Sverige. Om det inte behövs måste denne kunna styrka att passfrihet gäller för denne, till exempel genom innehav av ett permanent uppehållstillstånd (numera särskilt kort, förr inklistrat i det utländska passet). En svensk medborgare behöver formellt inte styrka medborgarskapet, (utom vid gränskontroll), men kan misstänkas vara utlänning och då ändå behöva pass. Den som inte behöver pass kan ha godkänd svensk legitimation och då görs en kontroll, som dock kan kräva besök på polisstation.
Att använda förfalskad eller att förfalska legitimation är urkundsförfalskning eller förvanskning av urkund och straffas med böter eller fängelse i upp till två år. Att låna eller låna ut eller använda stulen legitimation är missbruk av urkund och straffas med böter eller fängelse i upp till två år. Att ljuga om sin identitet i samband med fastställande av en skuld såsom böter eller tilläggsavgift är bedrägeri eller bedrägligt beteende, med fängelse i straffskalan. Att inte ha eller vägra visa legitimation i en sådan situation är grundad misstanke om sådant brott vilket medger gripande.

## Nationellt identitetskort
I Sverige ansöker man som svensk medborgare om ett nationellt identitetskort hos polisen. Ansökan görs på samma sätt som för pass. Identitetskortet utfärdas med hjälp av en så kallad passmaskin.
Sverige krävde fram till den 1 juli 2015 att alla inhemska medborgare skulle bära pass för utresa från Sverige till EU-länder som inte ingår i Schengensamarbetet, som en följd av passlagen; nationellt identitetskort godtogs inte. Vid inresa godtogs nationellt identitetskort eftersom passlagen inte kräver pass om svenskt medborgarskap kan styrkas på annat sätt. Europeiska kommissionen konstaterade i sin utvärdering år 2008 att den svenska lagstiftningen inte var förenlig med rörlighetsdirektivet, men några rättsliga åtgärder vidtogs då inte mot landet. 2013 påpekade kommissionen (efter många klagomål från allmänheten) återigen Sveriges brott mot rörlighetsdirektivet, vilket fick regeringen att agera.
Den 1 juli 2015 ändrades passlagen för att anpassas till rörlighetsdirektivet och ger numera svenska medborgare rätten att resa med nationellt identitetskort inom hela unionen, även medlemsstater som inte är en del av Schengenområdet. Däremot tillåts inte direkta resor till övriga länder som godtar svenska nationella identitetskort (Cefta-staterna samt Georgien och Tunisien)
År 2021 ändras designen på det nationella identitetskortet så att säkerheten höjs, och bland annat införs en EU-flagga på korten. Dessutom krävs ett datachip med bland annat uppgifter om fingeravtryck. Detta baseras på en ny EU-förordning som för första gången inför EU-gemensamma krav på designen på de nationella identitetskorten.
Förutom inom EU och Efta gäller nationellt identitetskort för inresa till resten av Europa (utom Ryssland, Vitryssland, Ukraina och Turkiet) samt Georgien, Frankrikes utomeuropeiska områden och vid paketresa till Tunisien istället för pass, samt till stor del i resten av världen för hotellövernattning och exempelvis ålderskontroll på barer (för en del sådana ändamål krävs information om medborgarskap, vilket andra svenska id-kort inte innehåller). Det nationella id-kortet infördes i Sverige 2005 och efter två år hade 100 000 svenskar skaffat sig ett. Sedan lagändringen 2015 har antalet utfärdade nationella id-kort ökat. År 2017 utfärdades 254 974 nationella id-kort och 2018 hade antalet ökat till 277 869. Totalt har ca 1,3 miljoner svenskar ett giltigt nationellt id-kort.
För att ta reda på i detalj vilka krav på resehandlingar som gäller för resor mellan två länder (inklusive vid eventuellt flygbyte/transit) hänvisas till IATAs databas Timatic Denna bör läsas noga, då det för resor från Sverige till bland annat Serbien (ett land som inte omfattas av rörlighetsdirektivet) står att innehavare av svenska nationella id-kort är undantagna från passkrav, vilket stämmer från Serbiens sida, men även längre ned att just Sverige inte accepterar dem vid utresan.

## Skatteverkets identitetskort
Från 1 juni 2009 utfärdar Skatteverket id-kort (ej SIS-märkta, men ändå accepterade som jämlika med SIS-märkta id-kort)
till personer som är folkbokförda i Sverige. De som ansöker om ett sådant id-kort måste vid ansökan kunna identifiera sig på ett säkert sätt: antingen krävs fullgod svensk legitimation, pass från EES-länder eller Schweiz, eller en intygsgivare som har det. De strikta reglerna för vem kan vara intygsgivare gör att problemet med att vissa personer inte kan få id-kort inte är löst. Intygsgivare ska ha fullgod svensk legitimation eller pass från EU-länder, ha fyllt 18 år och känna den sökande; det kan vara:
- en nära anhörig – en make, maka, sambo, barn, barnbarn, förälder, vårdnadshavare, syskon, morförälder, farförälder eller familjehemsförälder – eller
- en god man eller förvaltare,
- en tjänsteman vid en kommunal eller statlig myndighet (myndigheterna har vissa regler hur de ska känna till personen) eller
- en arbetsgivare för vilken sökande varit anställd sedan minst ett år.

Intygsgivarens identitet och relation med den sökande samt id-handlingens äkthet och eventuella stöldspärr måste gå att kontrollera. För EU-pass gäller vissa krav, att de ska vara av den nya typen (utfärdad från och med 1 september 2006), varför pass från Cypern utesluts. Pass från Norge, Island, Liechtenstein och Schweiz utfärdade från 1 september 2006 är godkända id-handlingar.
Från oktober 2010 kan alla utländska pass accepteras för personer med uppehållstillstånd om personen kan matchas mot Migrationsverkets utredning, där information såsom foto och namnteckning finns. Skatteverket kan också göra en bedömning av trovärdigheten baserat på annan sorts information såsom andra myndigheters uppgifter och intygsgivare utanför listan
Blinda, analfabeter och andra som inte kan skriva sin namnteckning kan få id-kort från Skatteverket men de gäller inte hos bankerna varför dessa är utestängda från vanliga utbetalningar med mera.

## Bankernas och Postens identitetskort
Vissa banker utfärdar identitetskort till allmänheten, numera dock bara till kunder med giltig svensk legitimation eller deras barn.
Det var bankerna och Postverket som en gång i tiden införde krav på legitimation och det var också de som utfärdade dem. Staten har tidigare inte utfärdat legitimationshandlingar utöver pass, eftersom de formellt inte fordrat sådana (så småningom infördes dock sådana krav, bland annat för körkortsprov, receptbelagda mediciner, bidragsansökan med mera, inte uttryckligen i lag utan via egna regler; i enstaka fall fanns på senare år lagtexter som "ska kontrollera identitet"). Bank- och postväsendets kort fick i brist på statliga identitetskort en närmast officiell status och efterfrågades ofta som identifikation i helt andra sammanhang, till exempel vid ålderskontroller.
Kraven för att få ett id-kort var att man hade fullgod svensk legitimation eller en annan person med sig som hade det och intygade identiteten. Kraven ökade efterhand; 2006 och åren dessförinnan började man fordra att sökande utan giltig legitimation skulle ha en nära anhörig med sig som hade det och var spårbar i folkbokföringen (förälder, make eller myndigt barn). Det fanns inga lagar om det så det var godtyckligt. En arbetsgivare kunde också vara intygsgivare på villkor att företaget hade samma bank och var väl sedd i banken. En viktig anledning till de strikta reglerna var att bankerna och Svensk Kassaservice (Postens utfärdande överfördes år 2002 till Svensk Kassaservice, som avvecklades 2008) riskerade att få betala skadestånd för missbruk av ett felaktigt utfärdat kort.
Detta gjorde det omöjligt för invandrare (som inte var gifta med någon som hade en fullgod legitimation) att få svenskt ID-kort (2008-2009 gällde det bara medborgare i icke EU-länder). Dessa kunde då inte öppna bankkonto, skaffa bankkort och mycket annat. Bankerna godtog nämligen inte utländska pass, eftersom de inte kunde stöldkontrolleras i bankernas system och inte har svenskt personnummer. Samma problem gällde svenskar som inte har nära släktingar och som förlorat sin legitimation och inte hade ett giltigt pass. EU-kommissionen har kritiserat Sverige för denna brist i den fria rörligheten; man ska kunna öppna bankkonto om man flyttar till ett annat EU-land. I de flesta EU-länder utfärdar en myndighet id-kort och de har lättare att kontrollera utlänningar bosatta i landet, men så var det inte i Sverige tidigare.
Efter december 2008 utfärdar banker som Nordea bara id-kort för existerande kunder som har annan giltig svensk legitimation, och deras barn. Ingen utfärdade då legitimationer för utländska medborgare förrän i juni 2009 då Skatteverket började ta emot ansökningar.

## Migrationsverkets kort
Asylsökande som inte fått uppehållstillstånd tillåts inte skaffa svensk legitimation och när de fått det är det långa väntetider på först personnummer, sedan id-kort. För att minska detta problem utfärdar Migrationsverket kort för dem.
LMA-kort är tillfälliga kort för asylsökande och andra, som har mycket begränsad giltighetstid, och som endast visar att en person med de personuppgifterna är registrerad hos Migrationsverket. De innehåller namn, foto och vissa andra uppgifter, men är inte en generell identitetshandling.
Uppehållstillståndskort är kort som ges till de som fått uppehållstillstånd. Uppehållskort kan ges till familjemedlemmar till EU-medborgare som inte själva är EU-medborgare. Båda korten innehåller namn, födelsedatum, foto och vilket tillstånd man har, samt vissa rättigheter som arbetsrätt, och de följer EU-regler. De innehåller inte personnummer, då sådana beviljas efter uppehållstillståndet getts och tar månader att få. Innan de infördes 2011 klistrades tillståndsmärken i det utländska passet.
Korten gäller för sjukvård och uthämtning av recept på apotek. Det används även på Posten för att hämta rekommenderade brev skickade av Migrationsverket. För att en asylsökande eller bosatt ska få subventionerad sjukvård i Sverige måste man bevisa sin rätt till detta, exempelvis genom att uppvisa LMA-kort. De gäller inte på bankerna, eftersom identiteten inte är garanterad, vilket framgår på kortets baksida. Kombinationen av uppehållstillstånd och utländskt pass ger rätt att resa inom Schengenområdet. För att lösa begränsningen i kortens användbarhet behöver invandraren ett riktigt identitetskort, normalt det från Skatteverket.

## Företagskort
Många företag utfärdar legitimationer åt sina anställda. Dessa kort kan följa samma standard som Postens och bankernas, alltså enligt SIS regler, och godtas då oftast som legitimation i Sverige. Ett exempel är presskort. Andra företag utfärdar enklare legitimationer som inte godtas utanför företaget i särskilt hög grad.

## Körkort
Svenskt körkort utfärdas av Transportstyrelsen och är godkänt som identitetskort på samma sätt som bankernas. Många personer som har ett körkort har därför inget annat identitetskort. Vid förarprovet måste man visa svensk legitimation såsom vid uthämtande av id-kort, vilket skapar problem för invandrare. Körkort har sämre säkerhet vid utfärdande då personen får skicka foto med post, till skillnad från pass och nationellt id-kort där personen måste bli fotograferad av polisen.

## Pass
Svenskt pass som utfärdats från och med 1998 kan också användas som identitetskort vad gäller post-, bank- och myndighetsärenden. Äldre pass var för lätta att förfalska eller ändra i. Från den 1 oktober 2005 infördes pass som även innehåller ett datachip som lagrar passinnehavarens personuppgifter och foto. Samtidigt sänktes giltighetstiden på passet från tio till fem år, något som orsakade problem med långa köer hos passpolisen drygt fem år senare då både pass från 2000 och från 2005 skulle bytas ut.
Sedan 2009 måste man lämna fingeravtryck till sitt pass när man ansöker om nytt pass i Sverige, till följd av en ny EU-förordning. Barn under sex år och personer med permanenta skador på fingrarna undantas från det kravet.
Åtminstone sedan 2008 får pass från EU-länder som följer EU:s nyare passäkerhetsregler (med vinröd pärm) samt nationella id-kort från EU- eller EES-länder användas i Sverige för enklare bankärenden, hämta postpaket med mera. Dessutom får man sedan 2009 göra körkortsprov och skaffa Skatteverkets id-kort med EU- eller EES-pass. Det är EU:s lagstiftning som tvingat banker och myndigheter till detta, eftersom det står bland annat i EU:s grundfördrag att EU-medborgare inte får diskrimineras om de bor i andra EU-länder. Pass från länder som inte är med i EU/EES duger inte som legitimation i Sverige i de flesta fall. De gäller dock till exempel hos PostNord. I andra fall kan det vara mer godtyckligt.

## Statligt identitetskort
I mars 2019 föreslog en statlig offentlig utredning införandet av en ny typ av legitimationshandling, ett statligt identitetskort. Det är tänkt att ersätta alla andra typer av svenska identitetshandlingar, utom pass, från och med den 1 januari 2022. Körkort skulle sluta gälla som legitimationshandling eftersom processen för att utfärda dem anses för osäker, något som också gäller SIS-märkta identitetskort som dock också anses för lätta att förfalska. Redan utfärdade identitetshandlingar skulle dock fortsätta att gälla under en övergångsperiod. Utredningen har hittills(skrivet augusti 2021) inte lett till något konkret lagförslag.